# ヘルムート・レント

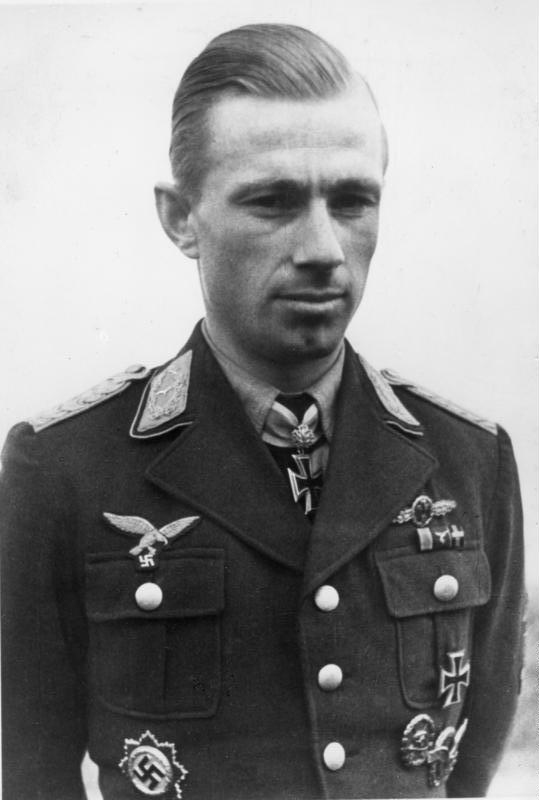

ヘルムート・レント（Helmut Lent, 1918年6月13日 - 1944年10月7日）は、第二次世界大戦で活躍したドイツ空軍のパイロット。夜間戦闘におけるエースである。レントは110機の戦闘機を撃墜し、そのうち102が夜間のものだった。これはエースの条件として求められる撃墜数5をはるかに上回る。最終階級は大佐。

## 概要
ルター派の牧師である父のもとに生まれ、幼い頃はグライダー飛行に熱をあげていた。父の望みをかなえることなく、1936年にレントはドイツ空軍に入隊する。訓練を終えると、第76駆逐航空団第1飛行大隊に所属し、Bf 110でウィングをつとめる。レントが主張するには、彼が初めて敵機を撃墜したのは、第二次世界大戦のはじめ、ポーランド侵攻中の北海上空だったという。ノルウェー作戦でも地上部隊を支援した。それから新たに創設された第1夜間戦闘航空団へと移り、そこでもウィングとなる。
1941年5月12日にはじめて暗闇のなかでスコアをあげた、とレントはいう。そして同年の8月30日には、22機の撃墜にたいして騎士鉄十字勲章をうけた。安定してのびていくスコアは、彼の定期的な昇格と叙勲につながった。1944年6月15日の夜、少佐となったレントははじめて夜戦撃墜数が100を超えるパイロットになったことを宣言した。その偉業により7月31日、彼は再び騎士鉄十字勲章をうける。その勲章には柏葉と剣がつき、ダイアモンドがちりばめられていた。
1944年10月5日、レントはJu88に乗り、シュターデからパーダーボルンの5キロ南にあるノルドボルヘンへ飛んでいた。定例飛行だった。 着陸態勢にはいるとエンジンの一つが停止し、機体は送電線に衝突した。4名の乗員全員が瀕死の重体となる。3名が事故後すぐに亡くなり、レントも2日後に息をひきとった。1944年10月7日のことだった。

## 幼少期と初期の軍歴
ヘルムート・レントは1918年6月13日にドイツのピレネー(現ポーランド・ゴジュフ・ヴィエルコポルスキ近郊)で生まれた。洗礼名はヘルムート・ヨハン・ジークフリード・レント。ルター派の牧師であったヨハン・レントの五子である。ヘルムート・レントには、二人の兄と二人の姉がいた。非常に敬虔なプロテスタントの家庭であった。父だけでなく、二人の兄や祖父たちもまたルター派の牧師である。
1924年の復活祭から1928年の復活祭まで、レントは地元ピレネーの公立小学校に通う。父と長兄ヴェルナーはレントがランズベルグの公立中学校の入学試験に受かるよう家庭教師をしていた。1933年2月、ヘルムートはヒトラーユーゲントの年少者向け下部組織であるユングフォルクへ入る。1933年3月から、彼は少年団のリーダーとして振る舞い、ユングフューラー(1933年3月-1935年4月1日)として旗持ち役を務める。1935年12月12日、17歳でレントは卒業試験に合格した。 試験の準備をするためユングフォルクはやめていた。翌年2月、国家労働奉仕団で8週間の奉仕義務を果たす。同年4月1日、少尉候補生としてルフトバッフェに入隊する。それは彼の父が望んだことではなかった。
彼の教練は1936年4月6日の航空士官学校にはじまる。同月21日には国家社会主義者として忠誠宣誓 を行う。飛行訓練が始まったのは7日である。彼がはじめて空を飛んだときに乗っていたのは、複葉機であるハインケル He 72「カデット 」だった。1936年9月15日、フォッケウルフ Fw 44 「スティグリッツ 」で彼ははじめての単独飛行をした、とレントの日誌にはある。またこの時までに、63回の飛行をしているとも書いている。飛行訓練と平行して、生徒としてのレントはオートバイや車の運転も学んだ。その実習中に事故に巻き込まれ、上肢にひどい怪我を負ってしまい、5ヶ月ものあいだ空を飛ぶことができなくなった。しかしこのことは彼の教練に悪影響を及ぼさなかった。1937年4月1日、追加試験が課されるという配慮がなされ、レントは二等見習士官になることができた。同年10月19日、レントは飛行訓練を完了し、A/B License?を受けた。彼がその翼をえたのは1937年11月15日のことである。翌年2月には一等見習士官に、同年3月には少尉に昇格している。この時までに、彼は8種類の飛行機で434回のフライトをこなしており、飛行時間は112時間と48分にのぼった。おもに日中のフライトで、単一エンジンの訓練機であった。
士官学校をでたのち、ヘルムート・レントはドイツ北東部にある重爆撃機のパイロットのための学校(Große  Kampffliegerschule)へ配属される。偵察士として3ヶ月の訓練に身をおく(1938年3月1日-5月30日)。この課程を修了する直前に、レントは車に轢かれて下あごを骨折し、脳震盪および内出血をした。1938年7 月1日、レントは第132戦闘航空団 「リヒトホーフェン 」の第3飛行連隊に配属された。怪我から復帰して最 初のフライトは同月19日であった。
9月のはじめ、レントの中隊はドレスデンに近いグローセンハインに再配置される。チェコスロバキア併合に備え 、またそれを支援するためだった。1938年9月に彼の隊が再びランドルフに再配置されるまで、レントはこの争乱の地で何度も警戒飛行をおこなった。ズデーテン地方の併合をへて緊張が緩和されると、レントの部隊の機 はBf 108 「タイフーン 」に切り替えられていった。1938年11月1日、第132戦闘航空団はフュルステンバルデに移され、第141戦闘航空団と改名された。レントは第6中隊に所属した。
翌年にはさらに第76駆逐航空団と呼称がかわり、同時にチェコスロバキアのオロモウツに軍用飛行場が再配置された。またBf 110への再配備が行わる。レントがはじめて同機で飛んだのは1939年6月7日である。レントは大判空軍操縦士証明書(Luftwaffe Advanced Pilot's Certificate)をうけ、「C」(certificate)として 知られるようになる。それは複数エンジンの航空機に熟達しているということが認められたという事だ。Bf 110へ乗り換えたレントだったが、後部座席での無線手兼飛行射手がみつかっていなかった。しかし、1939年8月14日に上等兵ヴァルター・クービッシュと巡りあい、はじめて「M8+AH」に他の人間を置くことになる。1939年8月25日に第二 次世界大戦の序曲が奏でられ始めると、第76駆逐航空団はヴロツワフの南東にあるオラヴァを空域として配備された。

## 第二次世界大戦
1939年9月1日、ドイツ軍がポーランド国境を越え、第二次世界大戦がはじまった。金曜日の4時45分のこ とである。ヘルムート・レントはBf 110にのり、オラヴァから飛んだ。クラクフ へ爆撃に向うHe 111の護送をするためだ。大戦の始まる1分前だった。

### ポーランド侵攻
ドイツのポーランド侵攻計画はコードネーム「ケース・ホワイト Fall Weiß」で表されていた。この作戦は北、西 、南の三方向から同時にポーランドへ攻勢をしかけるもので、1939年9月1日の早朝に開始された。この日の朝、ヘルムート・レントと無線手であり射手のクービッシュは、爆撃機He 111の編隊を護送していた。He  111を擁する第4爆撃航空団は、陸軍が南方から進入するのを支援するためクラクフに攻撃をしかけていた。同日2日16時30分、侵攻から2日目にレントはウッチへと飛んだ。彼はそこでP.11を撃墜し、最初のスコアをあげたと主張している。
ほどなく方面作戦でのBf 110の役割は爆撃機の護送から地上攻撃へと切り替えられた。ポーランド空軍が ほぼ壊滅したからである。レントとクービッシュは、9月5日に地上の双エンジン単葉機を、9日にはまた 別のP.24を破壊した。1939年9月12日、レントの機はポーランドの戦闘機から攻撃をうけ、右エンジンに被弾した。レントはそのままドイツ戦線の後方に強制着陸している。彼はこの作戦で5つを越えるミッションに加わり、また一門の対空砲を破壊している。9月21日にレントは最初の二級鉄十字章を受けた。第76駆逐航空団はフランスとイギリスから国境西側を守るため、9月29日にシュトゥットガルトへ配置された。英仏両国は 9月3日からドイツの交戦国となっている。10月のはじめから12月のなかばまで第76駆逐航空団はシュトゥットガルトとルールの複数の飛行場から戦闘機を出撃させている。12月16日にはイェファーに再配置された。

### ドイツ湾の海戦
大戦初期の1ヶ月間、イギリス空軍は主としてドイツ湾(ヘルゴラント・バイト)の敵軍船への爆撃に重点をおいていた。1939年12月18日、イギリス空軍はヴィルヘルムスハーフェンの港湾へ激しい爆撃をくわえた。ヘルゴラント・バイト海戦として知られる戦いのひとつである。ノーフォークで24機のビッカース ウェリントンが三つの中隊から組 織され、ヘルゴラント半島へと向った。2機が機器の不調により飛行を中止したが、残る22機は攻撃を続行し 、東フリースラント諸島のフレイア・レーダーにとらえられている。
ヘルムート・レントは爆撃機を迎え撃ち、交戦することを命じられた。レントは3機のウェリントンを撃墜したと主張していて、そのうち2機（14時30分、14時45分）はのちに確認されている。どちらも第37飛行隊の所属であり、ボーフムの浅瀬に墜落している。同地の砂丘に落ちていた機体が、レントの主張する3機目である可能性が高い。
北海での戦闘機パイロットとしてのレントの活躍は、彼をちょっとした国家の英雄にした。ヘルゴラントでのこれらの偉業は、ドイツでプロパガンダをつくる人間にとってはよい知らせであったのだ。彼にファンからの手紙が集まるのも当然のことだった。送り主の多くは若い少女や女性で、そのなかにはエリザベス・ピーターセンもいた。レントは彼女からの手紙に返事を書き、二人はハンブルクのホテルで密会した。1940年2月にはヒルシェグでスキーを楽しんでいる。

### ノルウェー作戦とブリテンの戦い

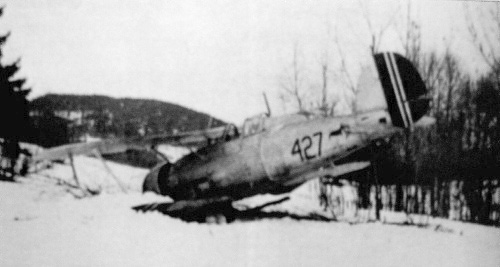
レントに撃墜されたグロスター グラディエーター

1940年8月8日、第76駆逐航空団の8機が、中隊長ヴェルナー・ハンセンの指揮のもとノルウェー侵攻の準備段階としてイェファーからシリト島のヴェーザーランドに展開された。ドイツの計画は「アンフィビウス・アタック 」と呼ばれる、ノルウェーの首都オスロと南北6ヶ所の主な港湾都市へ攻撃をしかけるものだった。同時に、オスロのフォルネブを確保するため輸送機Ju 52がパラシュート部隊を投下した。飛行場を押さえるために パラシュート部隊が投下された20分後にはさらに追加のJu52が到着する予定になっていた。第76駆逐航空団はその両面を支援した。8時45分のフォルネブへのパラシュート投下と同時刻になるよう、8機の Bf 110 が朝7時に出撃した。ヴェーザーランドからフォルネブまでの距離は、これが片道の作戦であることを意味した。Bf 110は往復するだけの燃料を積むことができず、飛行場を奪ったうえでフォルネブに着陸しなければならなかったのだ。
その日の朝はやくフォルネブへと向ったレントは、ノルウェーのグロスター グラディエーターと交戦し、これを撃墜した。パラシュート部隊を輸送するJu 52が激しい攻撃をうけながら飛行する一方で、レンツの「ロッテ」も敵の地上部隊を相手にしていた。レンツの右エンジンが被弾し、すぐに着陸しなければならなくなった。可動式の機関銃をかかえたクービッシュとともに、ノルウェーの地上戦力と条件付降伏の交渉をしている間に、飛行場はドイツのものになっていた。
同日の18時50分、レントとその中隊長ヴェルナー・ハンセンは無傷のBf 110で再びフォルネブから出動した。40分のフライト中に、イギリス空軍第210飛行隊のショート サンダーランドと交戦した。互いに撃ち合い、ハンセンは「一殺」を認められている。
ヘルムート・レントは1940年5月13日に一級鉄十字章をうけ、その後トロンハイムへ移った。イギリス空軍第263飛行隊のグロスターグラディエーターを撃墜したのがノルウェー作戦における2機目だとレントは主張している。1940年6月2日に彼とその僚機、テーネスはそれぞれ1機ずつグラディエーターを撃墜したと証言し ている。5時間46分におよぶフライトでの彼らの敵はやはり第263飛行隊の戦闘機(number N5893, N5681)だった。さらに彼は7機目としてブリストル ブレニムをあげている。1940年7月1日にレントは中尉に昇格した。
ヘルムート・レントはブリテンの戦いには短期間しか加わっていない。8月15日に第76駆逐航空団から21機 のBf 110がヨークシャーとニューカッスルへと向う爆撃機He 111の護送のため出撃した。第76駆逐航空団が7機を失ったこのミッションは、ヘルムート・レントにとって98回目にあたる。また彼の同団での最後のミッションであった。

### 夜間戦闘航空団
1940年6月ごろにはドイツ領空へのイギリス空軍爆撃コマンドの侵入は看過できない回数になっており、ヘルマン・ゲーリングが夜間戦闘部隊の組織を指示することになる。設立を命じられた将校は、第1駆逐航空団大隊長ウォルフガング・フラックであった。夜間戦闘部隊はその主軸に既存の隊を割り当てることで急速に整備された。1940年10月までに第1夜間戦闘航空団は3つの大隊をもったが、第2、第3の夜間戦闘部隊はいまだ組織中だった。この頃は、ヘルムート・レントが夜間戦闘部隊に配属されることに不満を持っていた時期であった。8月の終わりには「いま夜間戦闘に転属になるところだ。まったく気乗りがしない。すぐにでもイギリスへ向うんだろうけれど」とレントは書いている。
ドイツ南西のインゴルシュタットでレントは夜間戦闘訓練を修了した。新たに創設された第1夜間戦闘航空団第6飛行中隊長に任じられたのは1940年10月1日である。中隊はオランダのアーネムから北へ13キロほどのところにあるデーレン空軍基地を本拠とした。1941年5月11日の夜、レントはイギリス空軍第40飛行中隊に所属する2機のウェリントンIC爆撃機を夜間撃墜したと主張している。ハンブルクでのミッションだった。BL-H(serial number R1330)は1時40分にスーダーシュタペルで、BL-Zは2時49分にノルトシュトランドで撃ち落されたのだ。

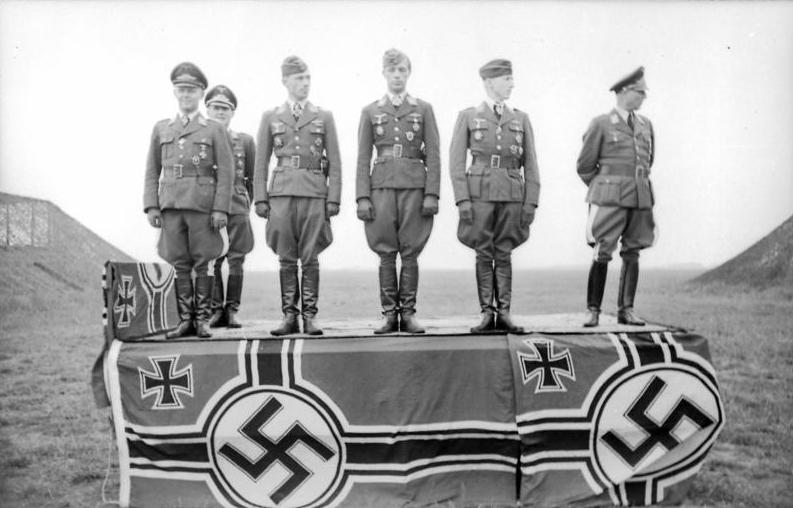
1942年6月21日フランス、軍旗に飾られた壇上に立つ夜間戦闘機部隊の高位勲章(騎士鉄十字章)士官達。ヘルムート・レント大尉(中央)、左端は夜間戦闘司令官ヨーゼフ・カムフーバー空軍中将。

1941年7月1日、彼はオランダ領レーワルデンに基地をもつ第1夜間戦闘航空団第4飛行中隊の指揮をとった。そこはアーネムから北へ161キロにあるフリースラント沿岸にあった。いわゆるドイツ湾であり、その立地から中隊は北海沿岸を警戒飛行し、またルフトバッフェが恐怖の攻撃と呼んでいたイギリスを主とした連合国側の夜間爆撃ミッションを防ぐこともできた。終戦まで、レントの中隊はドイツ空軍で最も優秀な夜間戦闘部隊であり続けた。他の隊員には、ヘルムート・ヴォルタースドルフ中尉、ルドウィグ・ベッカー少尉（撃墜数44、1943年2月に戦死）、エグモント・ツール・リッペ＝ヴァイセンフェルト少尉(撃墜数51、1944年3月にオランダでの飛行事故により死亡)、レオポルド・フェレール(撃墜数41)、ポール・ギルドナー中尉(撃墜数46、1943年2月にオランダでの飛行事故により死亡)、ジークフリード・ネイ伍長（撃墜数12、1943年2月に戦死）がいた。1941年8月30日、レントは24機の撃墜(うち14が夜間)により騎士鉄十字勲章をえた。
1941年11月1日、レントは新たに組織された第2夜間戦闘航空団第2大隊の代理指揮をとる。大隊長として初めての撃墜は、彼のスコアを20にのばした。11月7日から8日かけての夜のことであり、それは彼にとって1941年最後の数字でもあった。ベルリンへ向っていたウェリントン1Cが、彼によってアックラム近郊で撃墜されたのだ。ニュージーランド空軍の6名の乗員が戦闘で命を落とした。この戦績によって、レントは「ヴェアマハト・レポート」(前線の戦況報告をしていたドイツ国防軍のラジオ放送)で言及されることになり(6度なされた)、司令部による軍報でも発表された。ヴェアマハト・レポートで個人名があげられることは名誉であり、当人の軍務記録にも栄誉および勲章という項にその事実が記載された。

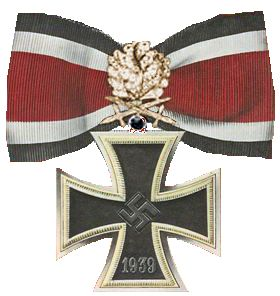
柏葉・剣・ダイヤモンド付騎士鉄十字勲章

1942年1月1日、彼は大尉へ昇進する。日をおいて6月6日には柏葉付騎士鉄十字勲章を受ける。これは彼の撃墜数が44機（うち夜間は34）にのぼったことによる。受勲は、6月28日と29日に総統大本営（FHQ）でおこなわれた。当日には彼の夜間撃墜数は39になっていた(総スコアは49)。1942年の終わりまでに、レントは56機を撃墜し、ドイツ空軍夜間戦闘部隊のトップ・エースとなっていた。1943年1月1日をもって少佐に昇格し、8月11日には第3夜間戦闘航空団長に任じられた。撃墜数が73(うち夜間は65とされた)となってのち、レントは柏葉・剣付騎士鉄十字勲章を受けた。またこれは8月4日にテレビ放映もされている。勲章への剣はラステンブルクの総統大本営で授与された。
1944年1月、レントは一晩のうちに3機のいわゆる「重爆撃機」にあたる4基のエンジンを備えた戦略爆撃機を撃墜する。しかし彼の乗る機体も反撃を受けて損壊があり、強制着陸を余儀なくされた。また1944年3月22日の夜の戦闘では、わずか22発の弾丸しか使用せずに2機の爆撃機を撃ち落し、6月15日には7分間で57発だけの射撃で3機のアヴロ・ランカスターを撃墜している。中佐へと昇格したレントは、柏葉・剣・ダイヤモンド付騎士鉄十字勲章を受けた。検証済みの撃墜数110に対するものであり、夜間戦闘においての受勲はレントの他にハインツ＝ヴォルフガング・シュナウファーしかいない。

### 私生活
ドイツの士官はみな、結婚に当局の許可が必要だった。それは官僚的な建て前にすぎないとされていたが、レントがリザベス・ピータセンとの結婚を決めたときの事情は複雑だった。「エリザベス・ピーターセン」、本名エレーナ・セノコスニコワは、1914年4月にモスクワで生まれた。彼女はその身元が暴かれることを恐れていたし、第三帝国にはほとんどロシア人がいなかった。その背景と人種的な出自に完璧な調査がなされ、1941年3月にはドイツ市民権が与えられた。同年9月10日に二人はハンブルクで結婚し、二人の娘を持った。次女はレントが不運な事故を起こしたのちに生まれた。
告白教会の成員だったヘルムートの二人の兄は、ナチスにとって問題があった。マーティン・ニーメラー牧師によって導かれていた告白教会は、帝国がドイツにあるプロテスタントの教会を「ナチス化」しようとしていることへ頑なに反発していたのだ。特に「アーリアン・パラグラフ」によって具現化された国家社会主義の原理には強く反対する立場であった。バーメン宣言を通じて、告白教会は国家によるドイツ福音主義教会を異端だと弾劾した。告白教会に加わっていた兄ヴェルナー・レントは、反ナチスの訓話を述べたことで1937年に最初の逮捕をされた。1942年6月にはもう一人の兄ヨアキムが、説教壇でいわゆる「メルダースの手紙」を読んだことでゲシュタポに逮捕されている。メルダースの手紙とは、イギリスのブラック・プロパガンダ機関「政治戦争本部」の指導的立場にいたセフトン・デルマーによってつくりだされた宣伝材料であった。このメルダースによって書かれた手紙は、彼の人生においてキリスト教がいかに大きな存在であったかを証言しているだけのようにみえるが、そこには国家社会主義政党への忠誠よりも信仰を重んじるという含意があった。

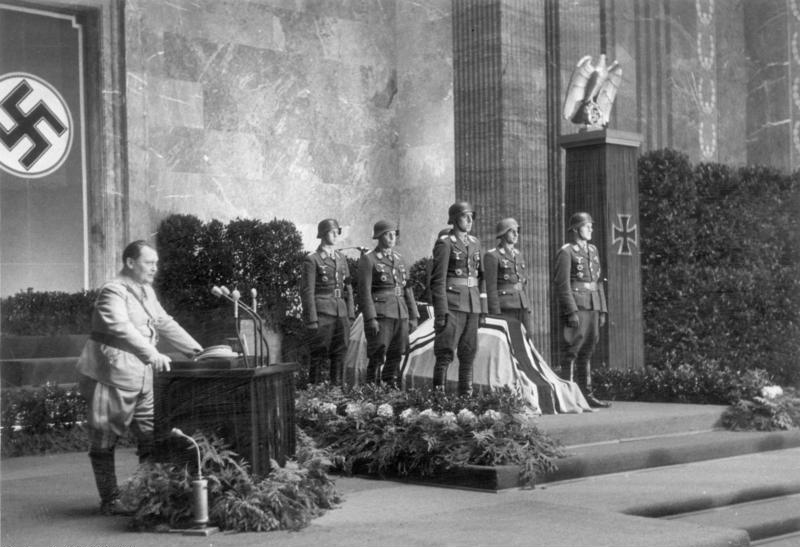
レントの国葬で演説するゲーリングと直立する6名の士官

### 死
1944年10月5日、レントはJu 88 G-6 「D5+AA」にのりシュターデからパーダーボルンへと飛んだ。4名の乗員には長年にわたり無線手を務めたクービッシュもいた。レントは第1夜間戦闘航空団長ハンス・ヨアキム・ジャブスを訪ね、作戦について議論することになっていた。着陸態勢中に、Ju88の左エンジンが作動しなくなり、翼が傾いた。レントは機体を安定させることができず、そのまま高電圧ケーブルに衝突し、不時着した。4名は瀕死の重態ながら、生きたまま救出された。クービッシュともう一人はその日のうちに亡くなった。翌朝にはもう一人が亡くなり、その次の日にはレント本人も息をひきとった。1944年10月7日だった。
ヘルムート・レントの国葬は10月11日に総統官邸で執り行われた。ヘルマン・ゲーリング元帥が敬礼したレントの棺には第三帝国の軍旗がまとわせられていた。鉄兜をかぶった6名の士官たち(全員が騎士鉄十字勲章をうけている)が、棺をケーソンへと伴い、式典のあいだ「名誉の守護者　guard of honour」として直立していた。1944年10月12日、レントと3人の乗員にはシュターデの戦没者墓地に一つの墓碑が用意され、そこに埋葬された。

## 余話
1964年7月18日、ドイツ陸軍航空隊ローテンブルク基地が、彼の名誉を称えて「レント・バラック」と改名された。1966年7月18日、サザビーのオークションでは、ヘルムート・レントの勲章が多数オークションに出された。それらはある匿名の入札者がまとめて£500で落札した。購入したのは、前戦闘航空兵総監であったアドルフ・ガーランドであった。勲章を売りに出したのはヘルムート・レントの長女であり、母親とも相談したうえのことだった。手術費用を早急に捻出する必要があった。ドイツ国防省はそれらのコレクションをラシュタットの戦史博物館へ寄贈している。